# حنان عشراوی
حنان داوود خلیل عشراوی (به عربی: حنان داوود خليل عشراوي) (متولد ۸ اکتبر ۱۹۴۶) سیاست‌مدار فلسطینی، وزیر سابق آموزش عالی و تحقیقات و عضو مجلس قانون‌گذاری فلسطین و از فعالان حقوق بشر می‌باشد.
او از رهبران مهم در زمان انتفاضه اول فلسطین بود که مسئولیت سخنگویی نمایندگان فلسطین در روند صلح خاورمیانه را بر عهده داشت. او در هر دو دوره به عنوان عضو مجلس قانون گذاری فلسطین انتخاب شده است.
وی فارغ‌التحصیل کارشناسی ادبیات از دانشکده انگلیسی دانشگاه آمریکایی بیروت است و دارای مدرک دکترا در زمینه ادبیات تطبیقی و قرون وسطی از دانشگاه ویرجینیا می‌باشد.